# Cambridge (Nebraska)
Cambridge és una població dels Estats Units a l'estat de Nebraska. Segons el cens del 2000 tenia 1.041 habitants.

## Demografia
Segons el cens del 2000, Cambridge tenia 1.041 habitants, 486 habitatges, i 282 famílies. La densitat de població era de 496,2 habitants per km².
Dels 486 habitatges en un 27,2% hi vivien nens de menys de 18 anys, en un 50,4% hi vivien parelles casades, en un 6% dones solteres, i en un 41,8% no eren unitats familiars. En el 39,7% dels habitatges hi vivien persones soles el 28,2% de les quals corresponia a persones de 65 anys o més que vivien soles. El nombre mitjà de persones vivint en cada habitatge era de 2,14 i el nombre mitjà de persones que vivien en cada família era de 2,88.
Per edats la població es repartia de la següent manera: un 24,7% tenia menys de 18 anys, un 5,3% entre 18 i 24, un 22,1% entre 25 i 44, un 22,8% de 45 a 60 i un 25,2% 65 anys o més.
L'edat mediana era de 44 anys. Per cada 100 dones de 18 o més anys hi havia 80,2 homes.
La renda mediana per habitatge era de 30.913 $ i la renda mediana per família de 37.500 $. Els homes tenien una renda mediana de 28.214 $ mentre que les dones 20.250 $. La renda per capita de la població era de 19.673 $. Aproximadament el 4,5% de les famílies i el 7,4% de la població estaven per davall del llindar de pobresa.

## Poblacions més properes
El següent diagrama mostra les poblacions més properes.